# Handwerkskammer Konstanz

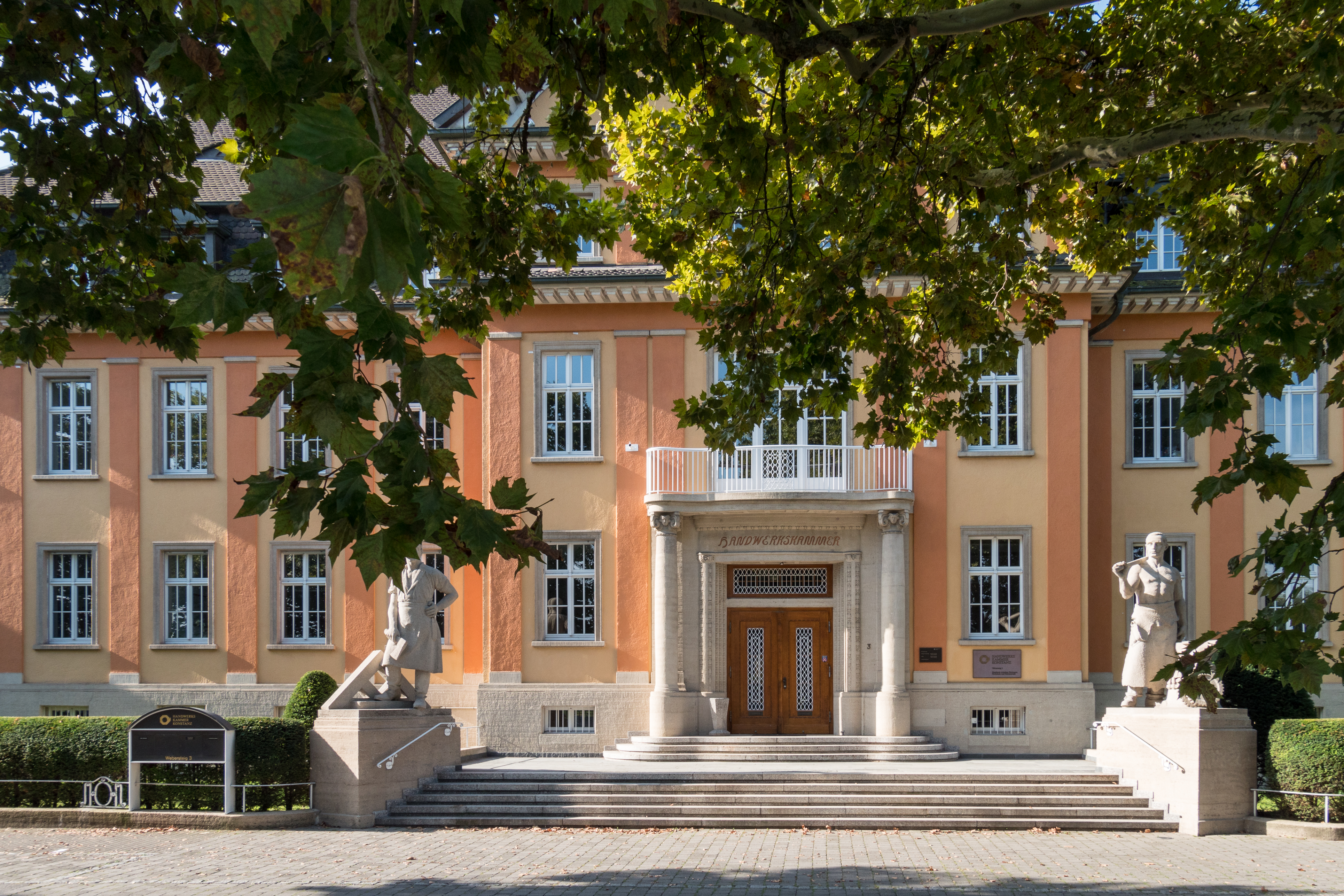
Handwerkskammer Konstanz

Die Handwerkskammer Konstanz ist eine Handwerkskammer in Deutschland.
Ihr Kammerbezirk liegt im südlichen Teil von Baden-Württemberg und ist 4.478 Quadratkilometer groß. Sie vertritt rund 12.500 Handwerks- und handwerksähnliche Betriebe mit rund 70.000 Beschäftigten und rund 4.500 Auszubildenden in den Landkreisen Konstanz, Schwarzwald-Baar, Tuttlingen, Rottweil und Waldshut.

## Allgemeines
Neben dem Hauptverwaltungsgebäude in Konstanz am Webersteig gibt es Bildungsakademien in Rottweil, Waldshut, Singen (Hohentwiel) und Villingen-Schwenningen. Die Handwerkskammer ist daneben an der Beruflichen Bildungsstätte in Tuttlingen (BBT) beteiligt, die sie gemeinsam mit der Industrie- und Handelskammer Schwarzwald-Baar-Heuberg führt.

## Rechtsform und Aufgaben
Wie alle Wirtschaftskammern ist auch die Handwerkskammer Konstanz eine Körperschaft des öffentlichen Rechts. Die Organisation besteht unabhängig vom Wechsel ihrer Mitglieder und der Staat hat der Handwerkskammer hoheitliche Aufgaben übertragen. Dazu zählen beispielsweise:
- Führen der Handwerksrolle, des Verzeichnisses handwerksähnlicher Gewerbe und der Lehrlingsrolle
- Überwachung der Ausbildung, Prüfungswesen
- Bestellen von Sachverständigen
- Erstellen von Gutachten und Befähigungsnachweisen
- Betreuung der Innungen und Kreishandwerkerschaften

## Beratung
Die Handwerkskammer Konstanz bietet Dienstleistungen für das Handwerk der Region. Es gibt unterschiedliche Bereiche der Beratung:
- Betriebsberatung
- Umweltberatung
- Technologieberatung
- Rechtsberatung
- Ausbildungsberatung
- Migrationsberatung (Handwerksrolle)

Zur stetigen Qualifizierung der Mitarbeiter im Handwerk und damit der Sicherstellung der betrieblichen Wettbewerbsfähigkeit bietet die Handwerkskammer Konstanz in ihren Bildungsakademien umfangreiche Fort- und Weiterbildungsmaßnahmen an: Meisterschulen, gewerblich-technische Weiterbildungen und auch kaufmännische Weiterbildungen.

## Organe und Ehrenamt
In den Gremien der Handwerkskammer übernehmen Arbeitgeber und Arbeitnehmer ehrenamtlich gemeinsam Verantwortung für den Wirtschaftsbereich Handwerk. Das Parlament des Handwerks ist die Vollversammlung. Diese wird von jedem Arbeitgeber und Arbeitnehmer aller Handwerksbetriebe aus dem Kammerbezirk gewählt. Die Vollversammlung besteht aus 13 Vertretern der Arbeitnehmer und 26 Arbeitgebervertretern. Die Vollversammlung wählt den Vorstand, der wiederum die Geschäftsleitung, den hauptamtlichen Hauptgeschäftsführer, den ehrenamtlichen Präsidenten und deren Vertreter einsetzt.
Derzeitiger Präsident ist der Schornsteinfegermeister Werner Rottler, Hauptgeschäftsführer der Geograf Georg Hiltner.

## Geschichte
Aus der sogenannten Handwerksnovelle vom Jahr 1897 wurde am 9. April 1900 eine ministerielle Verordnung. Anstelle freiwilliger Zusammenschlüsse gab es nach mehr als hundert Jahren wieder Zwangsinnungen und Pflichtmitgliedschaften, sofern die Mehrheit der Betroffenen einverstanden war. Vier Handwerkskammern wurden im Großherzogtum Baden eingerichtet. Dies war die „Geburtsstunde“ der Handwerkskammer Konstanz. Der Kammerbezirk reichte im Westen bis zum Hauptkamm des Schwarzwalds und nach Norden bis zur württembergischen Grenze bei Schramberg, im Süden bis zum Hochrhein und im Osten bis zu Badens östlichem Zipfel zwischen Meersburg und Friedrichshafen.
Die eigentliche Gründung der Kammer erfolgte am 21. Januar 1901. Landeskommissär Heinrich Freiherr von und zu Bodman skizzierte die Aufgaben der neuen Kammer: Neben der Regelung des Lehrlingswesens einschließlich Gesellenprüfung sollte es endlich wieder eine Meisterprüfung sowie „die gewerbliche, sittliche und technische Ausbildung der Lehrlinge, Gesellen und Meister“ geben. Er erklärte die Handwerkskammer Konstanz für gegründet und veranlasste die erforderlichen Wahlen des Kammervorstands. Von Beginn an zählten über 10.000 Handwerksbetriebe zum Kammerbezirk. Erst im Jahr 1913 konnte die Handwerkskammer von der Stadt Konstanz das Grundstück am Webersteig erwerben, auf dem das Kammergebäude noch heute steht. Am 18. Juli 1914 wurde das Gebäude eingeweiht.
Der Erste Weltkrieg kostete Hunderte von Handwerkern aus dem Kammerbezirk das Leben und brachte viele um ihre Arbeitsfähigkeit. Diese Situation wurde durch die Inflation bis 1923 zusätzlich erschwert. Ausstehende Rechnungsbeträge hatten bei Zahlung nicht mehr den Wert der geleisteten Arbeit. Im Herbst 1929 wurde in den USA die Weltwirtschaftskrise ausgelöst, die auch das Handwerk in Deutschland zu spüren bekam. Beispielsweise brach der Baumarkt zusammen und die Gesellenprüfungen für Maurer konnten nicht am Kammersitz stattfinden, weil es keine Baustelle gab, die groß genug war. Während der Zeit des Nationalsozialismus sorgte das Gesetz über den vorläufigen Aufbau des deutschen Handwerks dafür, dass es nur noch Pflichtinnungen gab, denen Kreishandwerkerschaften mit einem Kreishandwerksmeister als „Führer“ übergeordnet waren. In dieser Zeit ging es dem Handwerk nicht schlecht, da die Städte und Gemeinden vom Staat gedrängt wurden, Aufträge an das örtliche Handwerk zu vergeben.
1945 wurde der Kammerbezirk Konstanz von der französischen Armee besetzt. Da Frankreich vom Krieg stark in Mitleidenschaft gezogen war, arbeiteten verschiedene Handwerks- und Industriebetriebe ausschließlich für den französischen Bedarf. Die 1950er und frühen 1960er Jahre waren eine Zeit des kontinuierlichen Aufschwungs. Getrübt wurde der Aufbauwille lediglich durch die schneller wachsende Industrie, die besser zahlte und mehr Schulabgänger anzog als das Handwerk. Die 1970er Jahre brachten einen weiteren Ausbau des Kammerangebots auf dem Gebiet der Aus-, Fort- und Weiterbildung durch den Bau des beruflichen Bildungszentrums der Handwerkskammer in Konstanz. Später kamen weitere Berufsbildungszentren in Donaueschingen, Tuttlingen, Villingen-Schwenningen und Rottweil dazu. Auch eine überbetriebliche Ausbildung wurde eingerichtet.
Im Jahr 1989 wurden die fünf Bildungszentren in Gewerbeakademien umbenannt. Zudem starteten in allen wichtigen Handwerksberufen Meistervorbereitungslehrgänge. 1999 umfasste die Handwerkskammer 11.300 Betriebe mit 84.000 Arbeitnehmern, 5.800 Lehrlingen und rund 10 Milliarden DM Jahresumsatz. Heute weist der Bezirk der Handwerkskammer Konstanz über 12.000 Handwerksunternehmen mit knapp 70.000 Beschäftigten und über 5.000 Auszubildenden auf.

## Präsidenten
- Eduard Emele (1843–1905) vom 21. Januar 1901 bis November 1905
- Oskar Sättele (1848–1918) 1905 bis Mai 1918
- Andreas Sauter (1870–1930) vom August 1918 bis 1930
- Konrad Fischer (1879–1962) vom 3. Februar bis 25. April 1933 und vom 4. März 1946 bis Juli 1954
- Karl Leo Nägele (1897–1991) vom Juli 1954 bis August 1974
- Ernst Held (1919–2016)  vom August 1974 bis Dezember 1994
- Bernhard Hoch (1954–2011), Dezember 1994 bis 28. April 2011
- Gotthard Reiner von Juli 2011 bis 4. Dezember 2019
- Werner Rottler seit dem 4. Dezember 2019

## Hauptgeschäftsführer
- Heinrich Müller (1864–1932) vom 21. Januar 1901 bis April 1919
- Alfred Herfurth (1889–1946) vom September 1919 bis 25. April 1933
- Franz Schumann (1898–1988) vom Juni 1945 bis März 1963
- Ernst Redl, vom April 1963 bis Januar 1996
- Manfred Wolfensperger, vom 1. Februar 1996 bis 31. März 2011
- Georg Hiltner, seit April 2011

## Vizepräsidenten (Arbeitgeber)
- Oskar Sättele (1848–1918) vom 21. Januar 1901 bis 1905
- Gustav Martin (1857–1925) von 1905 bis 1913
- Andreas Sauter (1870–1930) von 1913 bis 1918
- Dominikus Graf (1856–1936) von 1918 bis 1930
- Otto Greiner (1871–1943) von 1930 bis 25. April 1933
- August Keller (1889–1962) vom 8. April 1946 bis 1951
- Rudolf Keller (1883–1955) von 1951 bis 1954
- Georg Schulz (1896–1956) von 1954 bis 1956
- Eduard Traber (1896–1975) von 1956 bis 1969
- Lukas Riedlinger (1920–1989) von 1969 bis 1979
- Martin Kaiser (* 1917) von 1979 bis 1989
- Bernhard Hoch, von 1989 bis 1994
- Kurt Homburger, von 1994 bis 2009
- Jürgen Faden, von 2009 bis 2019
- Thomas Kaiser, seit 2019

## Vizepräsidenten (Arbeitnehmer)
- Ernst Wilhelmi, vom 21. Januar 1901 bis 1905
- Bernhard Schreider, von 1905 bis 1907
- Friedrich Hauschel, von 1907 bis 1910
- Joseph Seitz, von 1910 bis 1918 (?)
- Engelbert Spitznagel, von 1918 bis 1926 (?)
- Friedrich Harder, von 1926 bis 1930
- Johann Thoma, von 1930 bis 25. April 1933
- Friedrich Harder, vom 4. März 1946 bis 1954
- Wilhelm Schwarz (1901–1980) von 1954 bis 1969
- Karl Kästle (1910–1996) von 1969 bis 1979
- Josef Mink, von 1979 bis 1994
- Meinrad Schmid, von 1994 bis 2016
- Claus Aberle, seit 2017